# Geschiedenis van Frankfurt am Main

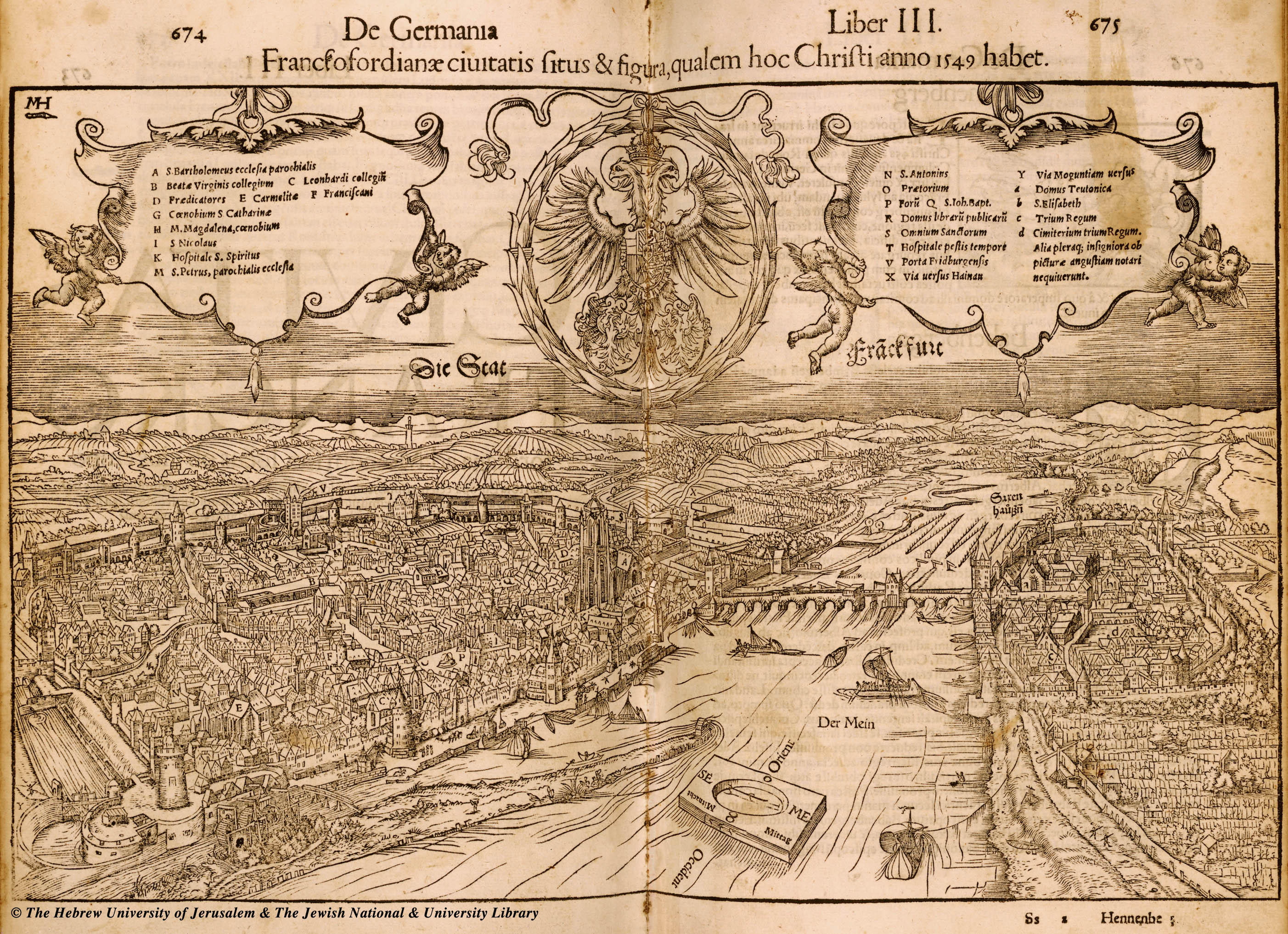
Gezicht op Frankfurt in zoals het er in 1549 uitzag.

Dit artikel behandelt de geschiedenis van de Duitse stad Frankfurt am Main.

## Romeinen, Franken

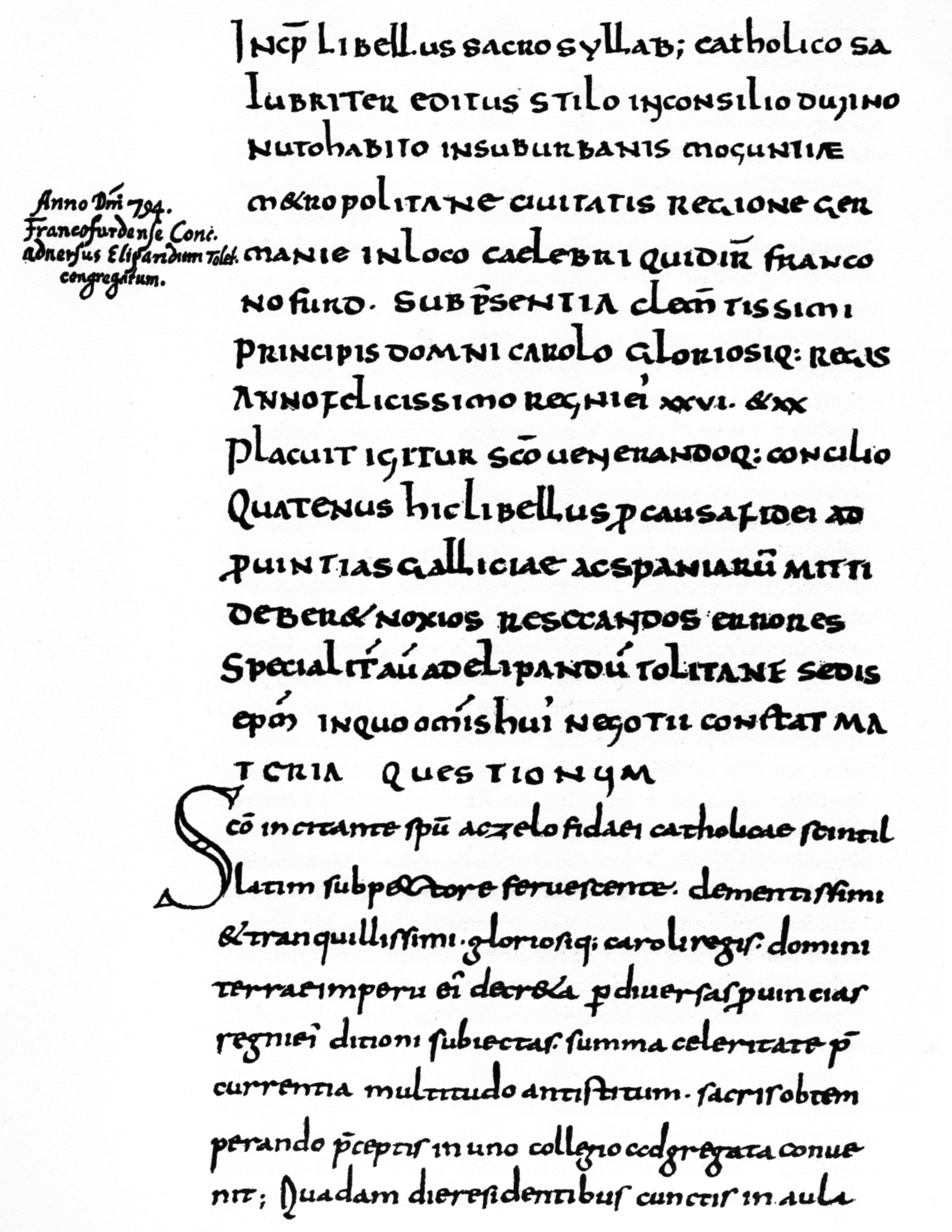
Brief van Karel de Grote uit 794 met de vermelding van Frankfurt

De historische groeikern van Frankfurt am Main is de Domhügel, oorspronkelijk een eilandje tussen twee takken van de rivier de Main, dat al sinds de neolithische tijd was bewoond. In de Romeinse tijd bevond zich er een kleine nederzetting en een legerkamp. Ter hoogte van het stadsdeel Heddernheim lag destijds de stad Nida, de hoofdplaats van de civitas Taunensium in de provincia Germania Superior.
Na de Romeinen werd het gebied bewoond door de Alemannen, die in 531 weer werden verdreven door de Franken. Door de Frankische Merovingers werd op de Domhügel een koningshof gebouwd. Frankfurt wordt in 793 voor het eerst vermeld, maar is dan waarschijnlijk al een plaats van betekenis. In een brief van keizer Karel de Grote aan de bisschop van Toledo uit 794 wordt namelijk opgemerkt: "...in loco celebri, qui dicitur Franconofurd..." ("in die bekende plaats, die Franconofurd wordt genoemd..."). In datzelfde jaar organiseerde Karel de Grote in de 'voorde der Franken' een synode en een rijksvergadering. Hij liet er ook een palts bouwen. Zijn zoon en opvolger Lodewijk de Vrome koos Frankfurt als zijn residentie, breidde de palts uit, liet een nog groter paleis bouwen en liet in 838 de stad ommuren. Frankfurt groeide uit tot een van de belangrijkste steden in het Heilige Roomse Rijk. Zo werden vanaf 855 de Duitse monarchen in deze stad gekozen, om vervolgens in Aken gekroond te worden.

## Heilige Roomse Rijk
Spoedig na 1200 werd de koninklijke voogd vervangen door een schout, die samen met schepenen recht sprak. Dit was een eerste stap in de verzelfstandiging van de stad, want uit het schepenencollege ontwikkelde zich een stadsraad. Een volgende stap was dat er in 1311 twee burgemeesters kwamen. In 1372 werd de stad Vrije rijksstad door de aankoop van het ambt van schout. Ook op andere gebieden ontwikkelde de stad zich, zoals de handel. Al in 1150 werd voor het eerst melding gemaakt van de Frankfurter Messe, de handelsbeurs. Deze herfstbeurs ontwikkelde zich van een jaarmarkt voor agrarische producten tot een beurs van meer dan plaatselijk belang. Frederik II verleende in 1240 beschermingsprivileges aan de bezoekers van de beurs. Vanaf 1478 zouden ook boekhandelaars hun intrede doen op de handelsbeurs.
Vanaf 1356 moesten de keurvorsten krachtens de Gouden Bul in Frankfurt de keizer kiezen. Vanaf 1562 was de stad ook kroningsstad van de Duitse keizers en verviel de koningskroning te Aken. De laatste kroning in Frankfurt vond in 1792 plaats.

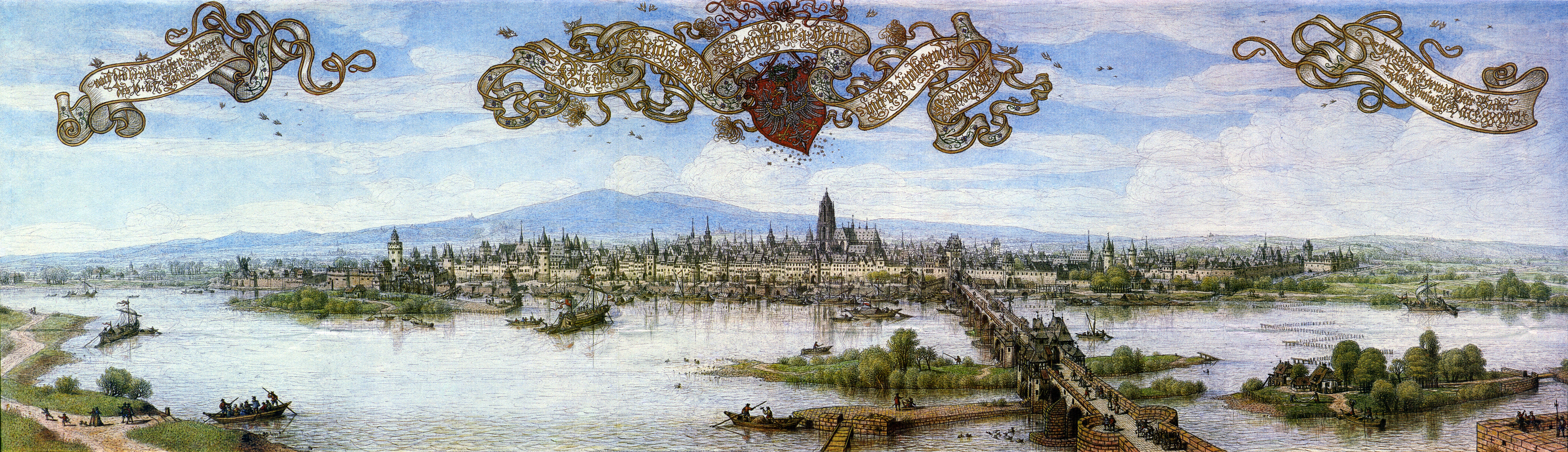
Aquarelschilderij van Frankfurt aan het begin van de 17e eeuw

Bij de rijkshervormingen van 1500 werd de stad ingedeeld bij de Boven-Rijnse Kreits. Het inwonertal lag in dat jaar rond de 10.000. In 1533 werd onder leiding van Martin Bucer de reformatie ingevoerd in een versie, die het midden hield tussen Lutheranisme en Calvinisme. Vanaf 1555 begonnen protestanten uit vooral de Zuidelijke Nederlanden zich in Frankfurt te vestigen. Als predikant trokken ze Petrus Datheen aan. Ze waren gereformeerd op een manier die voor wrijvingen zorgde met de lokale protestanten. Ze weigerden de Confessio Augustana te onderschrijven en stelden als alternatief de Confessio Saxonica voor. Ook de Waalse vluchtelingen zorgden voor ergernis bij het stadsbestuur. In 1561 werd de Nederlandse kerk gesloten en het volgende jaar vertrok Datheen. De tweede golf immigranten vanaf 1570 was inschikkelijker en toonde zich bereid doopsels en huwelijken te voltrekken in lutherse kerken. Na de val van Antwerpen in 1585 was er nog meer emigratie uit de Nederlanden. De toestroom deed de welvaart groeien en maakte de stad tot een van de belangrijkste financiële en uitgeverijcentra in Europa. Later vestigden de immigranten zich in industrievoorsteden als Hanau en Offenbach.
De Dertigjarige Oorlog (1618–1648) kwam Frankfurt zonder veel kleerscheuren door, omdat het stadsbestuur, na de slechte ervaringen met de verloren Schmalkaldische Oorlog, besloot geen kant te kiezen. Wel kreeg de stad, zoals vele andere plaatsen, te maken met de pest.

## Joods leven in de stad

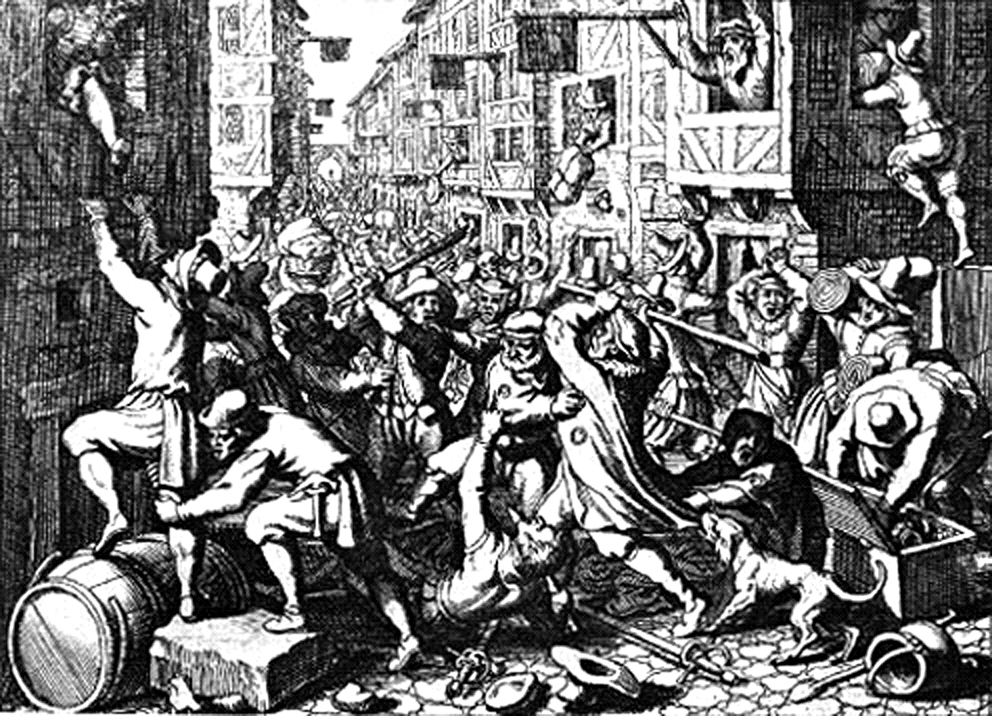
Anti-joods oproer (Fettmilch-Aufstand) , 1614
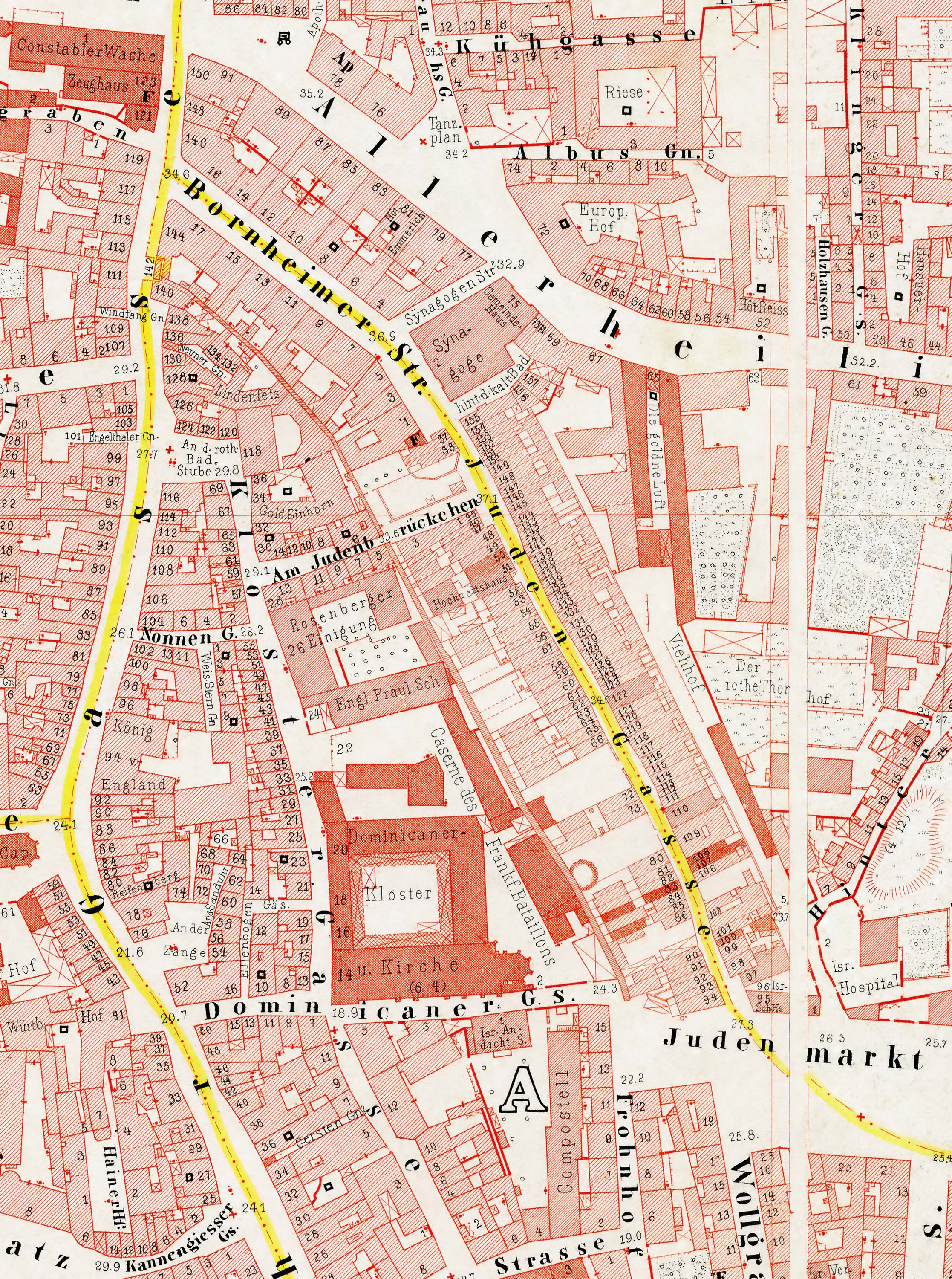
Plattegrond Judengasse, 1861
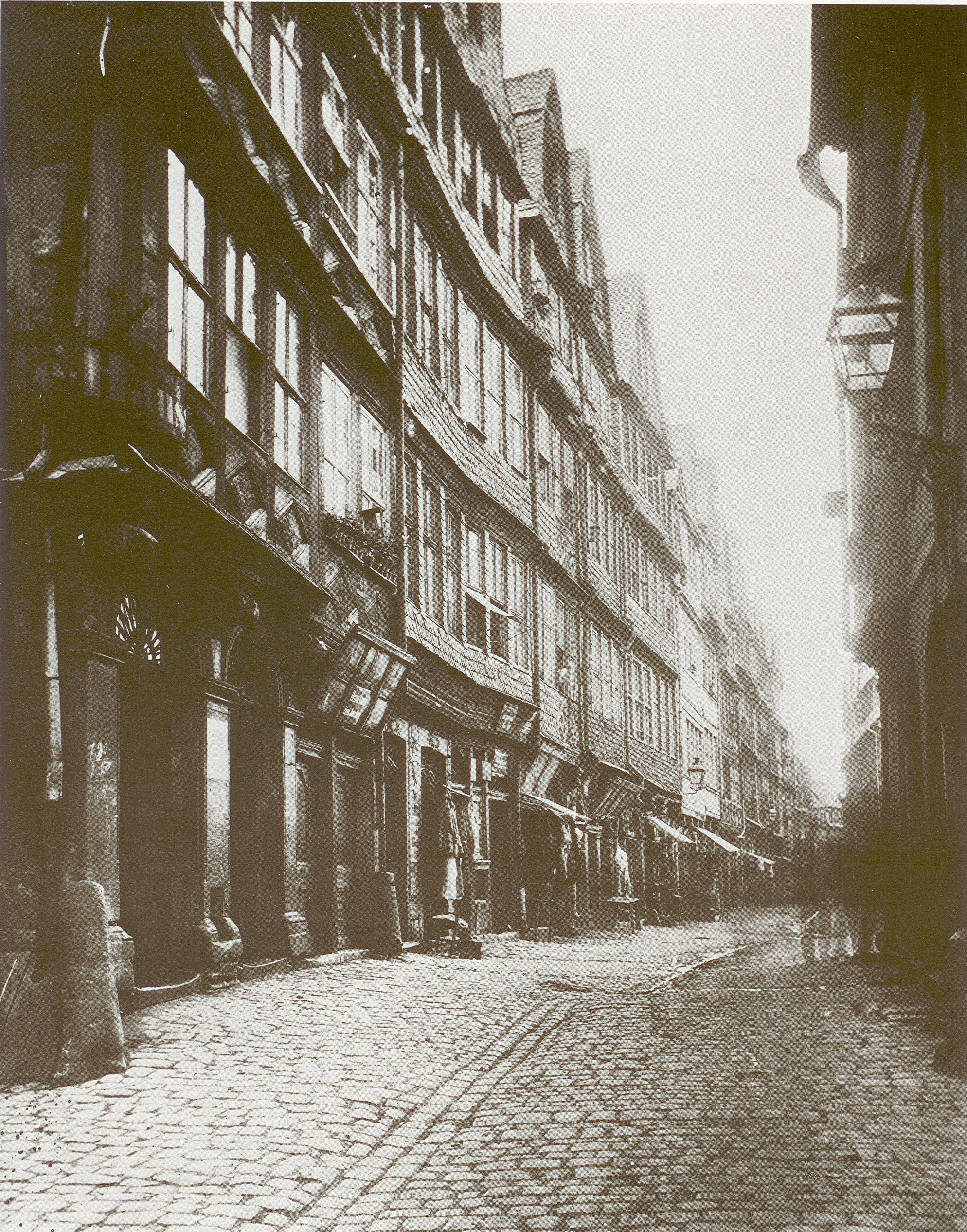
De Judengasse in 1868
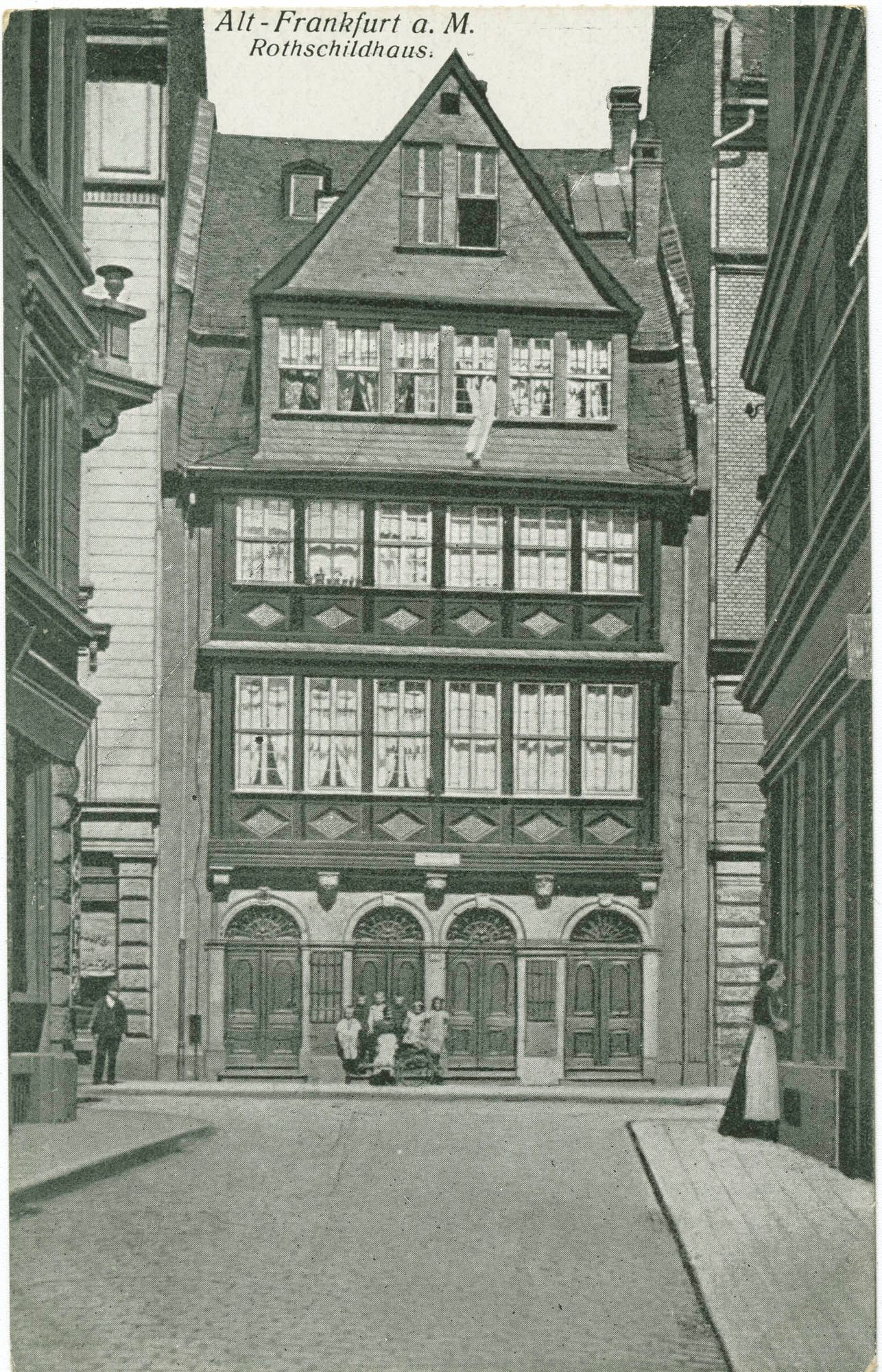
Het Haus zum grünen Schild, bewoond door de familie Rothschild, foto van na 1886
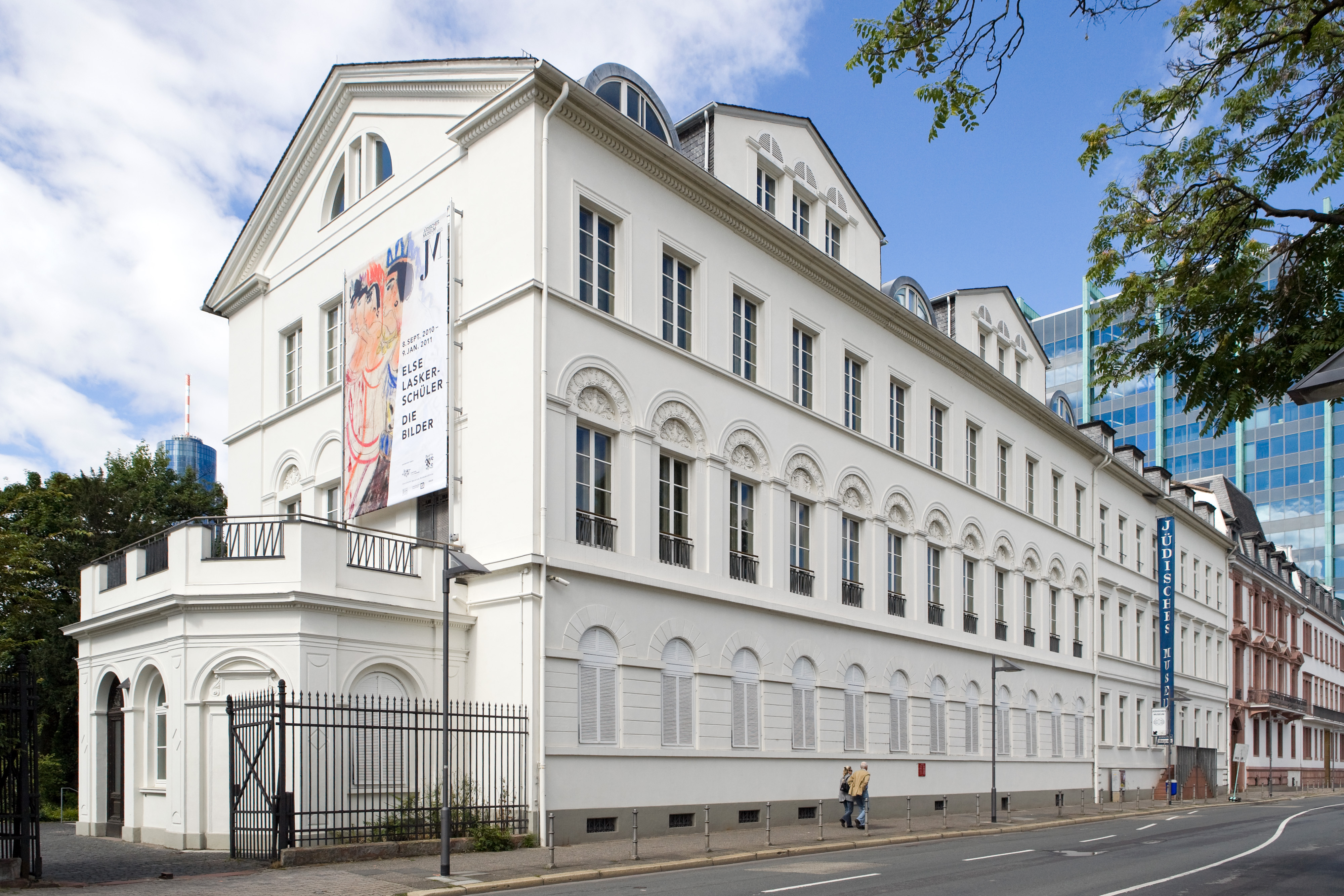
Joods Museum aan de Untermainkai
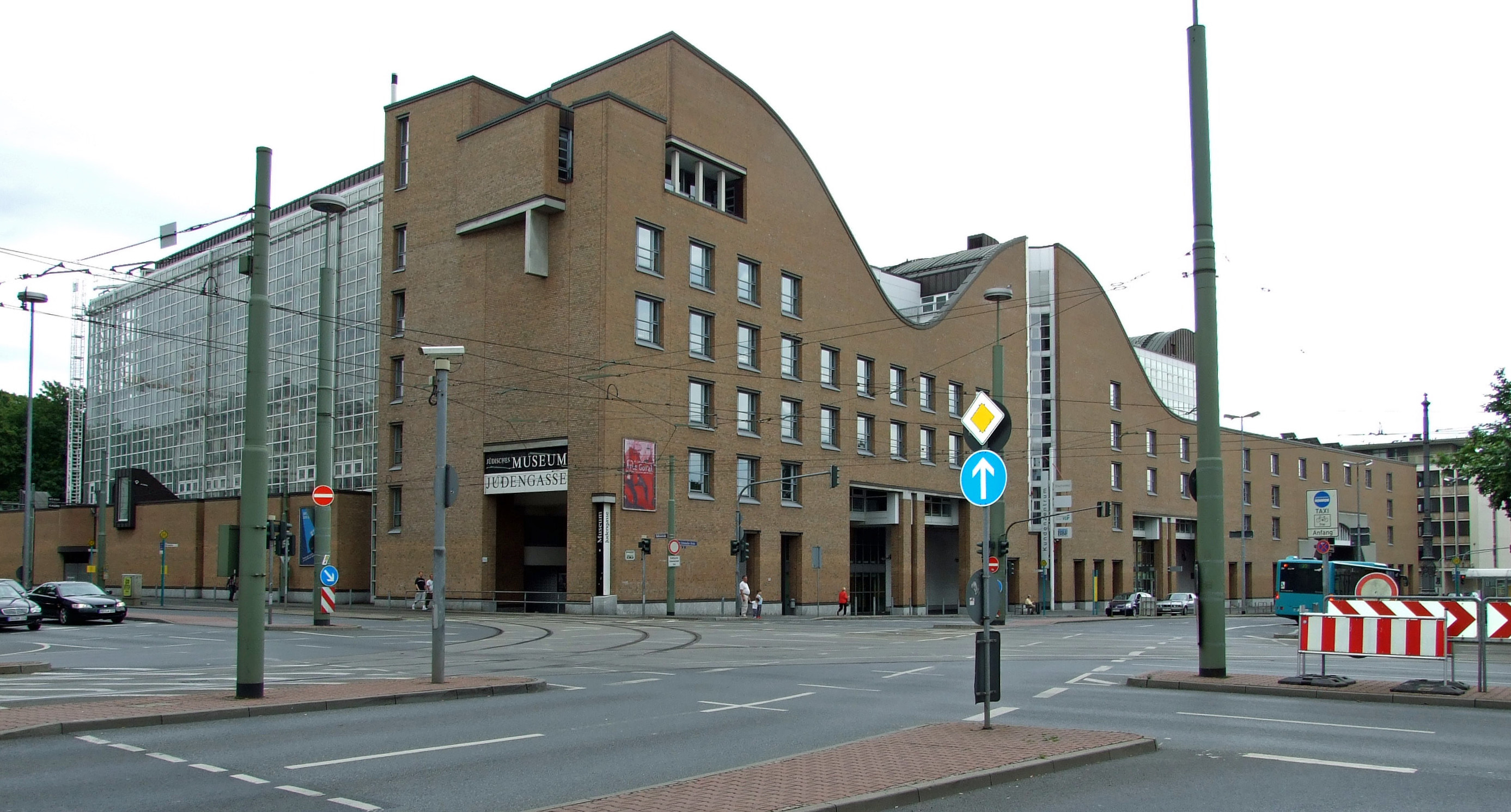
Museum Judengasse aan de Börneplatz
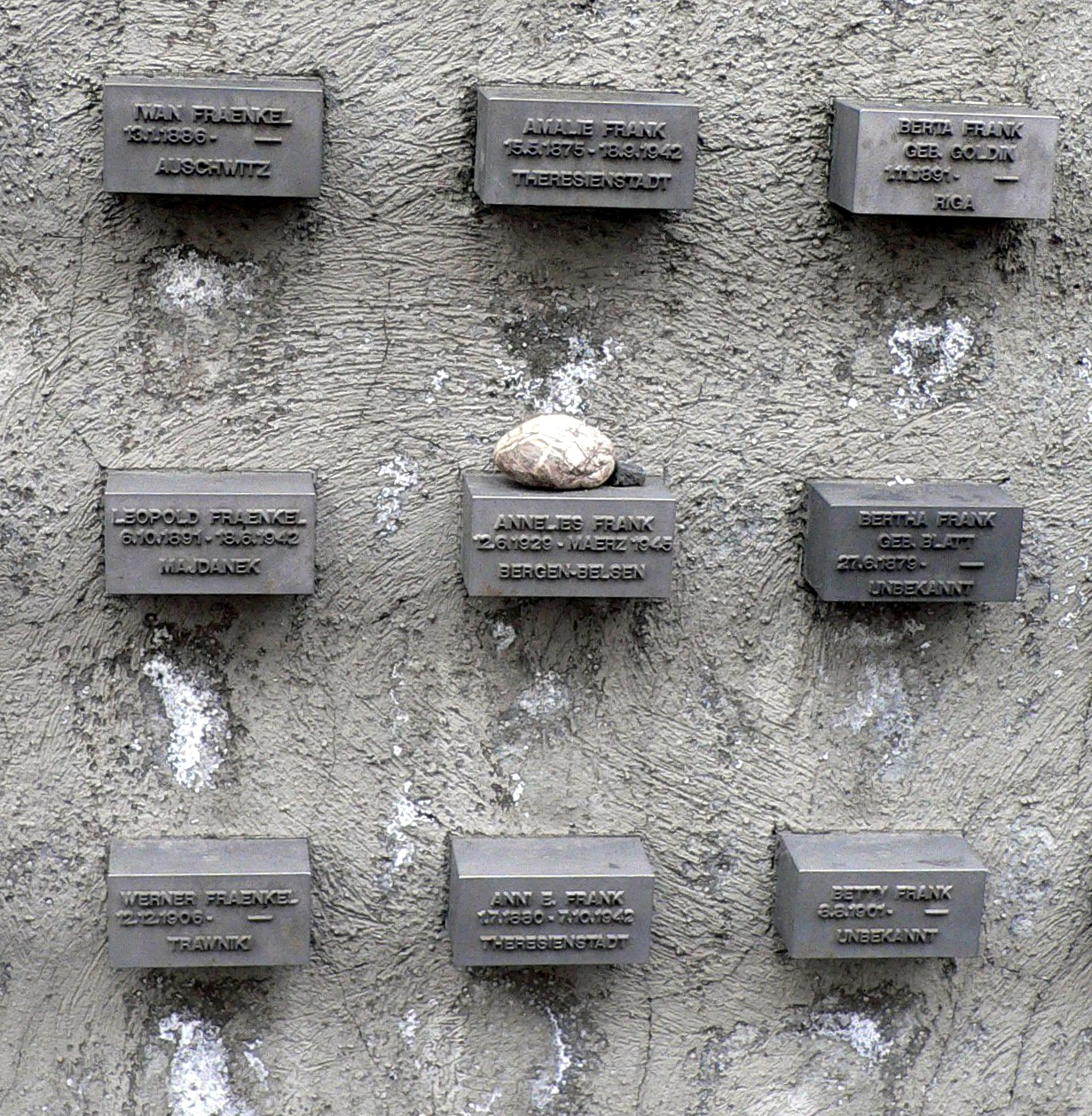
Joods gedenkteken, met steentje ter gedachtenis aan Anne Frank

Frankfurt am Main kende vanaf de middeleeuwen (zeker al sedert 1074, toen Keizer Hendrik IV hun zekere fiscale privileges toestond) tot aan de Holocaust in de jaren 1938-1945 een belangrijke joodse gemeenschap, die samen met die van Berlijn de belangrijkste van het huidige Duitsland was.  Tot 1460 konden joden zich nog  betrekkelijk vrij vestigen in Frankfurt. Het joodse getto lag  van 1462 tot 1796 rondom de Judengasse. De christelijke overheid legde de Frankfurter joden, die verplicht hier moesten wonen, strenge beperkingen op, vastgelegd in het Judenstättigkeit genaamde reglement. De joden mochten volgens dit reglement het getto o.a. 's nachts, op zondag en op christelijke feestdagen niet verlaten. Er stonden nog meer regels in, die een sterk discriminerend en antisemitisch karakter hadden. Het gebied was oorspronkelijk bedoeld om slechts enkele tientallen joodse families te huisvesten. De overheid stond vanaf de 17e eeuw geen uitbreiding van de joodse wijk toe. De bevolking bleef wel toenemen; men ging toen de schaarse grond met smalle, hoge huizen volbouwen, om toch aan iedereen een (in de meeste gevallen schamel) onderdak te kunnen bieden.
De joodse wijk kende in de 19e en vroege 20e eeuw twee, in de nazi-tijd verwoeste, synagoges, waarvan de orthodoxe aan de Börneplatz stond.
Beruchte anti-joodse pogroms deden zich voor in 1241, 1349 (de joden konden pas in 1360 naar Frankfurt terugkeren) en 1614 (de door een bakker met de naam Fettmilch om vooral economische redenen aangestookte pogrom). Na dit laatste geweld weken veel joden uit naar Hanau. Grote branden teisterden de, in feite vanaf 1700 te dicht bebouwde, wijk in o.a. 1711, 1721 en 1796.
De Frankfurter joodse gemeente bracht veel belangrijke personen voort, onder wie de door o.a. Mayer Amschel Rothschild gestichte familie Rothschild, de journalist Carl Ludwig Börne, naar wie het plein Börneplatz is genoemd en de familie van Anne Frank.
Zie voor uitgebreide historische informatie op de Duitse Wikipedia: Frankfurter Judengasse.
Belangrijk is het aan het joodse leven gewijde museum, dat in Frankfurt over twee locaties is verspreid,  het Museum Judengasse aan de Börneplatz en het Jüdische Museum aan de Untermainkai. Het museum bezit ook veel documentatie over Anne Frank en haar familie. Zie weblink: www.juedischesmuseum.de

## Rijnbond, Duitse Bond, Keizerrijk

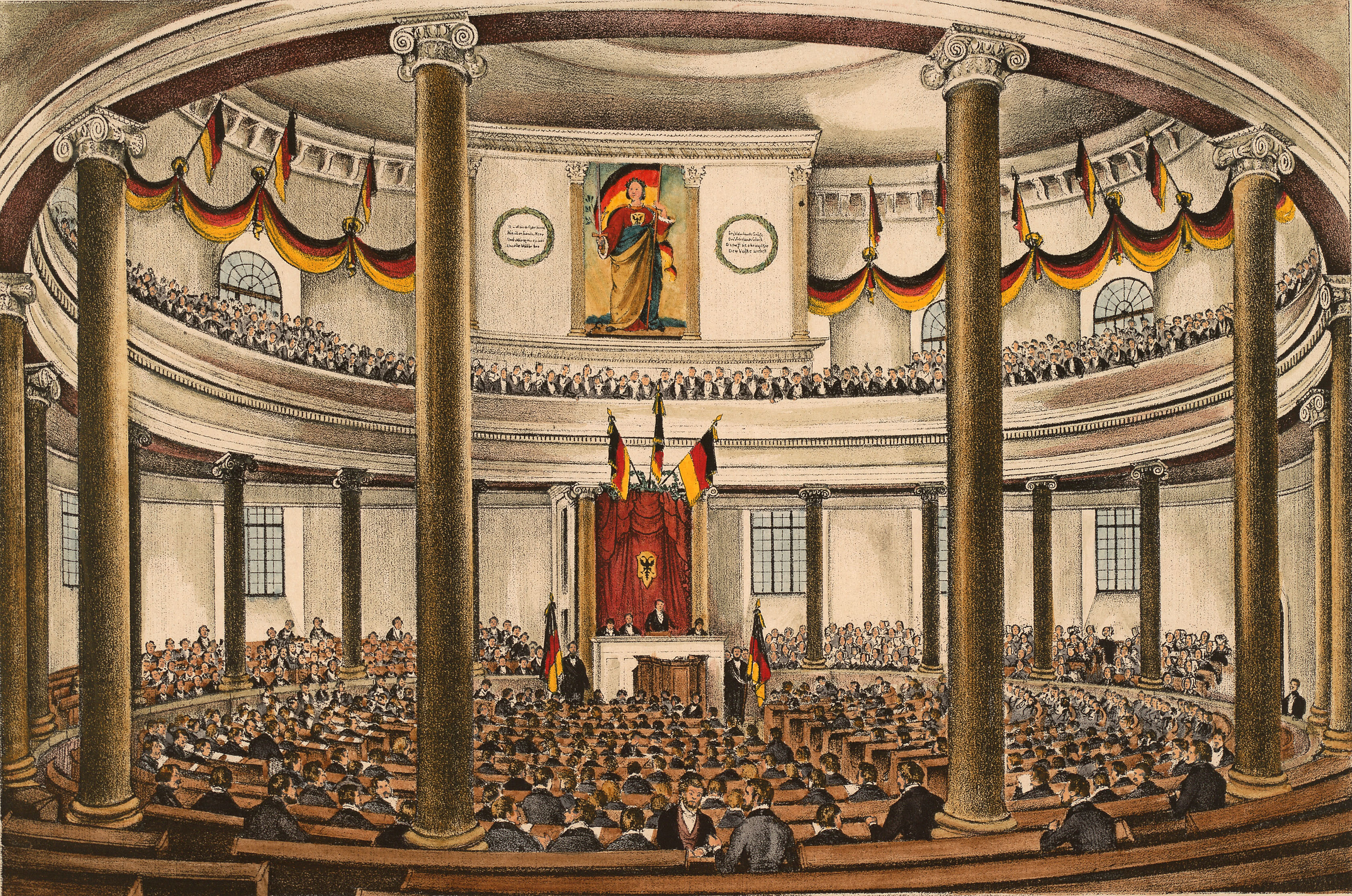
Het Frankfurter Parlement in de Paulskirche

Aan het begin van de 19e eeuw had Frankfurt een inwonertal van 35.000 en werd een begin gemaakt met de sloop van de vestingwerken. Nadat de stad in de Reichsdeputationshauptschluss van 1803 als een van de weinige rijkssteden zelfstandig werd, kwam met het ineenstorten van het Heilige Roomse Rijk in 1806 alsnog een eind aan de zelfstandigheid. Frankfurt werd toegekend aan Karl Theodor von Dalberg, prins-primaat van de Rijnbond, en in 1810 uitgebreid tot het groothertogdom Frankfurt. Von Dalberg zorgde op verschillende gebieden, zoals bestuur, recht en onderwijs, voor hervormingen. Na de nederlagen van Napoleon kwam er in 1813 een einde aan het bewind van Von Dalberg en werden veel van zijn hervormingen teruggedraaid.
Als gevolg van het Congres van Wenen trad de stad toe tot de nieuw gevormde Duitse Bond als vrije stad Frankfort en in 1816 werd de stad zetel van de Bondsdag. Na de Maartrevolutie van 1848 kwam in de Paulskirche te Frankfurt het Frankfurter Parlement bijeen. Het instituut mislukte, omdat koning Frederik Willem IV van Pruisen de hem aangeboden keizerskroon weigerde. In 1863 vond in de stad de Frankfurter Vorstendag plaats, een mislukte poging om de Duitse grondwet te hervormen.
In de Duitse Oorlog van 1866 werd de vrije stad Frankfort net als enkele andere staten geannexeerd door Pruisen, waarna ze opging in de nieuw gevormde provincie Hessen-Nassau en zo haar status als vrije stad kwijtraakte. Na de annexatie groeide de stad snel in omvang, dankzij de bijvoeging van verschillende plaatsen in de omgeving. Het inwonertal groeide eveneens zeer snel, van 78.000 in 1867, via 180.000 in 1890 naar 400.000 in 1905. In 1928 had de stad een bevolking van 548.000 zielen.

## Nazi’s
In maart 1933, bij gemeenteraadsverkiezingen, behaalde de NSDAP 47,9% van de stemmen. De Joodse Oberbürgermeister Landmann werd afgelost door NSDAP-lid Krebs. Diens eerste besluit was het ontslag van alle Joden uit overheidsdienst, en hun verwijdering uit stedelijke verenigingen.
Een groep Frankfurter kooplui, die zich wilden beraden over de boycot van Joodse handelaren, werd vergaderen onmogelijk gemaakt, de deelnemers aan het overleg werden gearresteerd en geïntimideerd. Ex-burgemeester Landmann vluchtte, eerst naar Berlijn en later naar Nederland.

### Schrikbewind
In toenemende mate werden communisten, sociaaldemocraten en vakbondsleden gevangengezet. Toen de strafgevangenis, de politiegevangenis en het huis van bewaring overvol raakten werden provisorische concentratiekampen (ook wel ‘wilde concentratiekampen’ genoemd) ingericht. Wie de folteringen daar overleefde werd later naar geregelde concentratiekampen overgebracht.
In 1937 werd in de Dieselstraße een deportatiekamp voor Roma en Sinti ingericht. In de Kristallnacht, 9 op 10 november 1938, werd de hoofdsynagoge in de Börnestraße, alsmede drie andere synagogen, in brand gestoken. Vanaf oktober 1941 diende de kelder van de groothandelsmarkthal als verzamelplaats voor het transport van Joden naar de concentratiekampen. Ongeveer 11.500 Frankfurter Joden werden in die kampen vermoord, 700 verkozen zelfmoord boven vertrek naar een concentratiekamp.

Vele gedenktekenen in de stad herinneren nu aan de slachtoffers van het nationaalsocialisme, onder andere aan de Paulskirche, aan het hoofdstation, en aan de muur van het oude Joodse kerkhof. In de Kurt-Schumacher-Straße herinnert een gedenkplaat aan de uitgebrande en vervolgens afgebroken hoofdsynagoge.

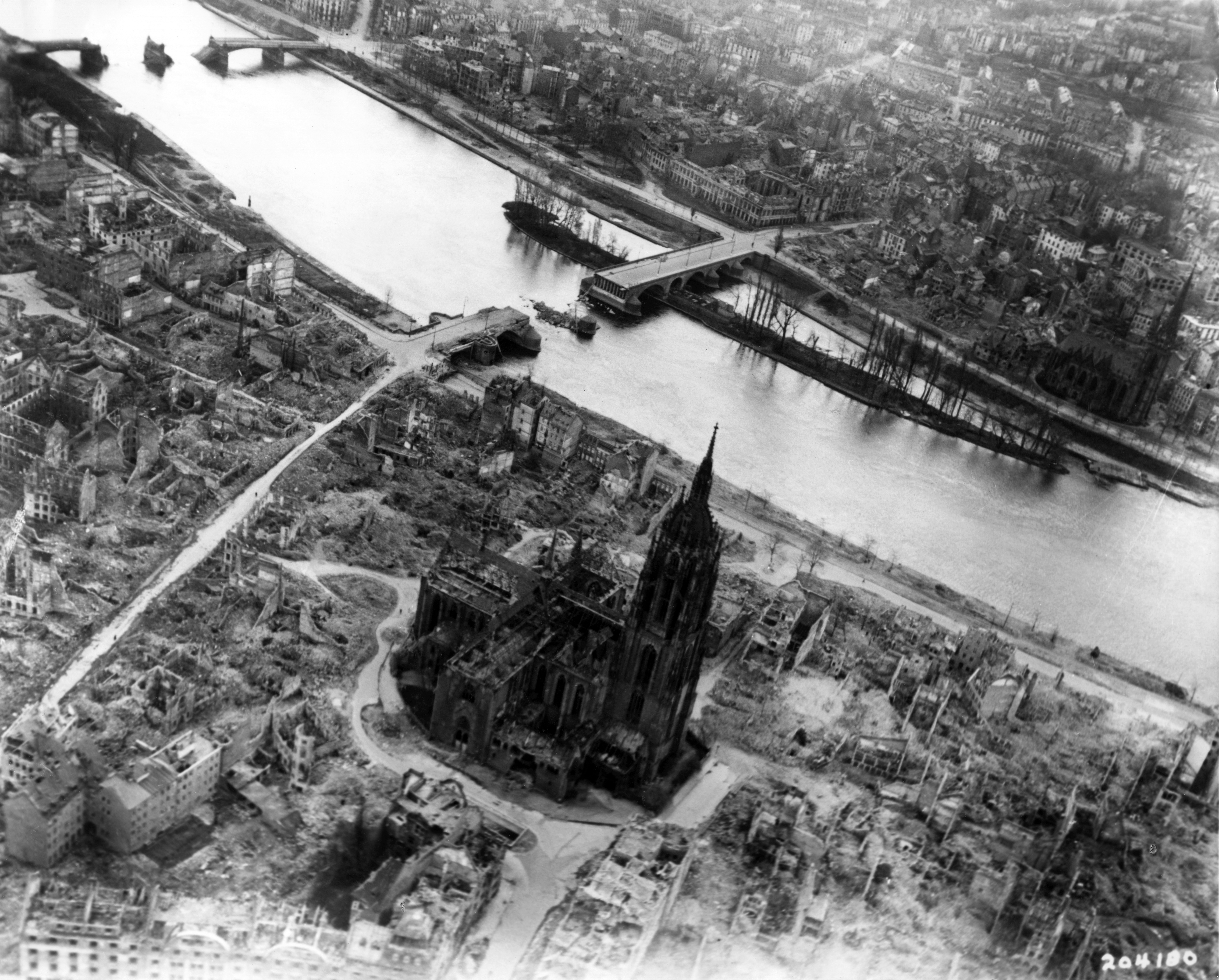
Een verwoest Frankfurt am Main. Luchtopname van de Amerikaanse luchtmacht, 31 maart 1945

### Oorlogsbombardementen
Bombardementen van de geallieerden tussen december 1942 en januari 1945 vernielden, met name in maart 1944, de gehele middeleeuwse oude stad. Op 22 maart 1944 kwamen daarbij 1.001 burgers om; in totaal kostte de Tweede Wereldoorlog aan 5.500 Frankfurter burgers en 12.700 Frankfurter soldaten het leven. De helft van de woonhuizen was vernield.

Het gesloten middeleeuwse stadsbeeld verdween, ook omdat bij de reconstructie vaak voor eenvoudige bouw werd gekozen en niet naar de oude structuren werd gekeken.

## Na de Tweede Wereldoorlog

### Stadsherbouw
De zwaar vernielde stad besloot, volgens de in die tijd gangbare opvattingen van stedenbouw, het stadscentrum modern te herbouwen met zo veel mogelijk behoud van het oude stratenplan.
Vanaf 1962 werd in de stad ook een groot aantal wolkenkrabbers gebouwd; het leidde sinds de jaren tachtig tot de bijnaam Mainhattan voor Frankfurt (zie verder paragraaf Frankfurt am Main, Stadsbeeld).
In 1955 passeerde Frankfurt het inwoneraantal van 600.000.

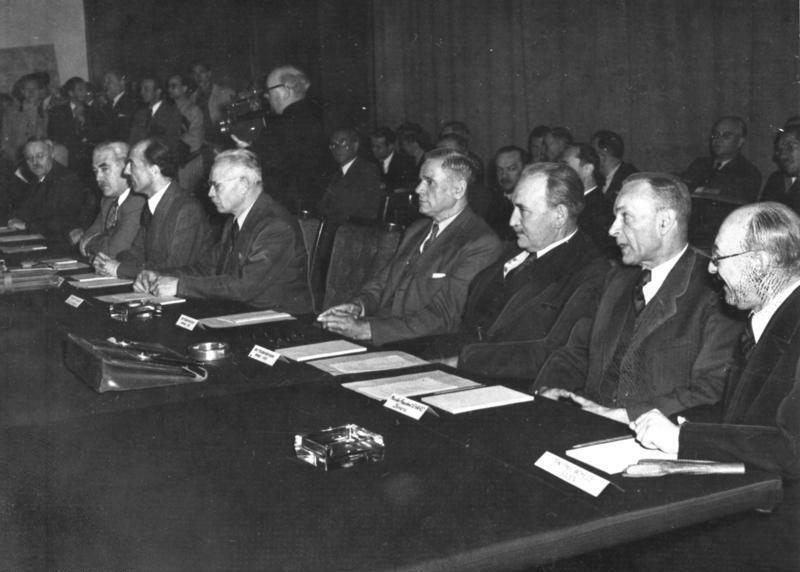
Conferentie in Frankfurt, juli 1948, van de drie militaire gouverneurs van de West-zone met de elf ministers-presidenten van de deelstaten (Länder). Aan de tafel v.l.n.r.: Leo Wohleb, Hans Ehard, Wilhelm Kaisen, Max Brauer, Christian Stock, Karl Arnold, Hinrich Wilhelm Kopf, Reinhold Maier

### Hoofdstadskwesties
Frankfurt werd ingedeeld bij het nieuwe Bundesland Hessen. Na tot 1866 de vrije stad Frankfort te zijn geweest, en sindsdien tegen zijn zin deel van de provincie Hessen-Nassau, had Frankfurt nu ook geen behoefte om zich te kandideren als hoofdstad van dit nieuwe Bundesland; zodoende werd Wiesbaden hoofdstad van Hessen.
Na de oorlog vestigden de Amerikaanse strijdkrachten hun Europese hoofdkwartier in Frankfurt. Frankfurt werd wel hoofdstad van de in maart 1948 ingestelde Trizone, de gezamenlijke bezettingszones van de Amerikanen, de Britten en de Fransen, de voorloper van de Bondsrepubliek West-Duitsland. Hiermee was het ook kansrijke kandidaat voor de keuze van de hoofdstad van de Bondsrepubliek Duitsland. De Duitse Parlementaire Raad gaf echter op 10 mei 1949, met 33 tegen 29 stemmen, krap de voorkeur aan Bonn boven Frankfurt.

Dit was een grote teleurstelling voor de Frankfurtse bevolking. De burgemeester stelde echter, dat  “Frankfurt spoedig weer zijn leidende plaats in het Duitse en het internationale economische leven zal innemen. Zijn gunstige ligging, en de hier aanwezige modernste luchthaven van Europa als poort naar de wereld, zullen daaraan bijdragen”. 

### Economie

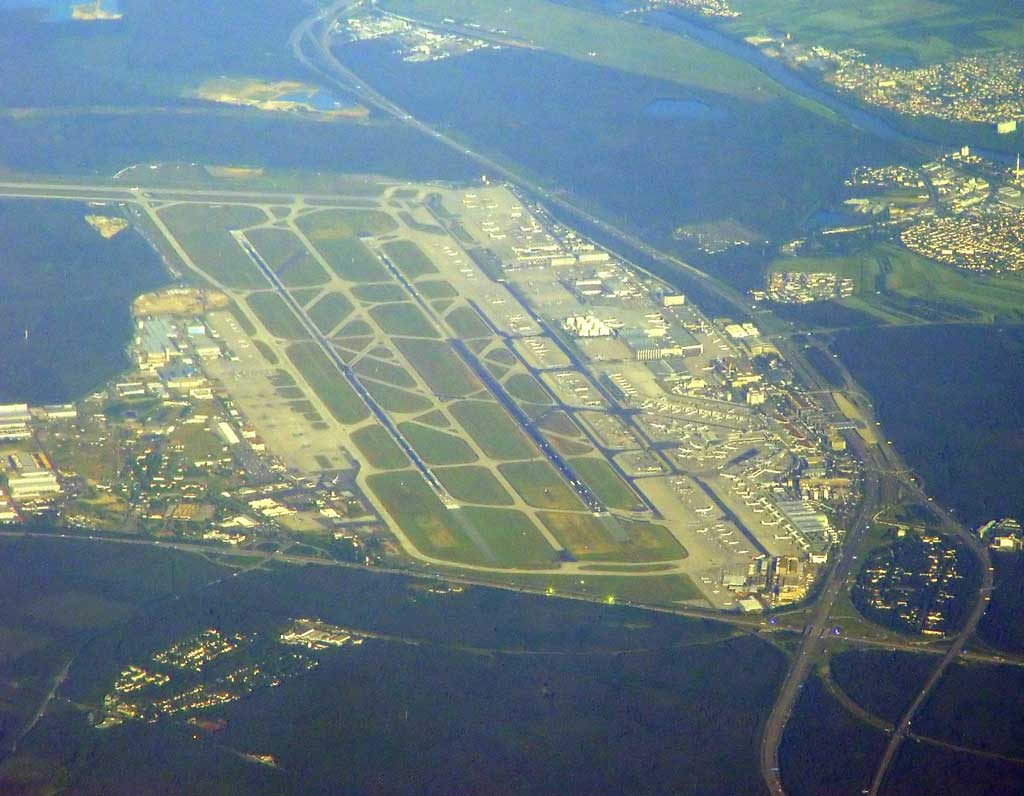
Luchthaven Frankfurt, 2004

Doordat Berlijn sinds 1945 gedeeld was en bovendien vanuit West-Duitsland moeilijk bereikbaar, en dus zijn metropoolfunctie voor West-Duitsland niet meer kon vervullen, nam Frankfurt, mede door zijn centrale ligging, vele metropoolfuncties over die voorheen in Berlijn gevestigd waren. Ook nam Frankfurt centrale functies over die voor 1940 door Leipzig werden vervuld.
Allereerst werd de stad vestigingsplaats van de effectenbeurs en van ondernemingen, en verkeersknooppunt. De Deutsche Bundesbank, eerst nog onder de naam Bank deutscher Länder, vestigde zich er in 1948, waarna de meeste Duitse grootbanken volgden. De beurs van Frankfurt werd na Londen het tweede belangrijkste financiële centrum van Europa.
Frankfurt werd de zetel van het Europees Monetair Instituut, en in 1998 van zijn opvolger de Europese Centrale Bank.
In Frankfurt bevonden zich in 2004 337 kredietinstellingen inclusief effectenhandelsbanken, waarvan 199 buitenlandse, met in totaal zo’n 77.000 werknemers, hetgeen Frankfurt de bijnaam Bankfurt opleverde.
De ‘uitschakeling’ van concurrent Leipzig leidde tot vestiging van vele uitgeverijen en van de bontindustrie in Frankfurt, en tot het uitgroeien van de Frankfurter Messe tot het belangrijkste beurs- en expositiecomplex van Europa.
De belangrijkste Duitse boekenbeurs vond na 1945 niet meer in Leipzig plaats maar in Frankfurt; pas na de Duitse hereniging in 1990 zou de Leipziger Buchmesse zich herstellen tot de tweede belangrijke Duitse boekenbeurs.

### Politiek

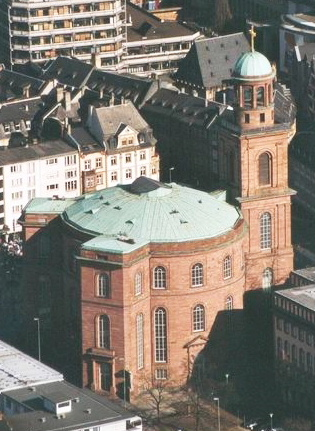
De Sint-Paulskerk, nog altijd een symbool voor de vrijheid

Op doorreis naar Berlijn, waar hij de volgende dag zijn wereldberoemde Ich bin ein Berliner-toespraak zou houden, bezocht de Amerikaanse president John F. Kennedy op 25 juni 1963 Frankfurt, en hij zei in zijn toespraak in de Sint-Paulskerk, tegen de achtergrond van de kort daarvoor doorstane Cubacrisis:  “Niemand zal van deze, onze, Atlantische generatie zeggen, dat we de idealen en visioenen uit het verleden, het doelbewust handelen en de vastberadenheid, hebben overgelaten aan onze tegenstanders”.
Tussen 1963 en 1968 werden in Frankfurt drie Auschwitzstrafprocessen gehouden, in de jaren zeventig nogmaals drie vervolgprocessen.
De West-Duitse politieke studentenbeweging, die vanaf 1961 de “heersende verhoudingen” in de Bondsrepubliek fel bekritiseerde en bestreed, leidde midden tot eind jaren zestig ook in Frankfurt tot hevige discussies en straatgevechten.
Uit protest tegen de Vietnamoorlog staken Andreas Baader, Gudrun Ensslin, Thorwald Proll en Horst Söhnlein in de nacht van 2 op 3 april 1968 twee warenhuizen in brand, er vielen geen gewonden.
Om gemeenschappelijke problemen van Frankfurt en omliggende gemeenten op te lossen werd in 1975 het Umlandverband Frankfurt ingesteld, bestaande uit Frankfurt en 43 andere gemeenten. In 2001 echter werd het Umlandverband weer ontbonden, en vervangen door een Planungsverband met beperktere taken en bevoegdheden.
Bij herindelingen in de periode 1972-`77 annexeerde Frankfurt in het noordoosten vier dorpen en een kleine stad.

### Verkeer
In 1968 werd de eerste metrolijn van Frankfurt in gebruik genomen; inmiddels heeft de stad negen metrolijnen.
In 1972 opende het vliegveld Frankfurt een grote nieuwe terminal, vandaag terminal 1.
In 1978 opende de regionale Stadtschnellbahn Rhein-Main zijn eerste lijn; ook dit netwerk telt vandaag negen lijnen, voerend onder andere naar Wiesbaden en Mainz in het westen, Friedrichsdorf in het noorden, Hanau in het oosten en Darmstadt in het zuiden.
Sinds de jaren 1980 werd regelmatig voorgesteld om het Frankfurter hoofdstation, dat nu een kopstation is, en na Hamburg, samen met München, het tweede drukste station van Duitsland, om te bouwen tot een ondergronds doorgangsstation. Tot nu toe vonden die plannen geen doorgang.

### Cultuur
Net als in de periode na 1870 zijn het in Frankfurt sinds 1945 vooral burgers, burgerinitiatieven en mecenassen, en minder het stadsbestuur, die zich voor het culturele leven verantwoordelijk tonen, en talrijke projecten steunen of zelfs geheel grondvesten. De Beursvereniging van de Duitse Boekhandel droeg in 1952 bij aan de vestiging van de Duitse Bibliotheek – later onderdeel geworden van de Duitse Nationale Bibliotheek – in Frankfurt. Dezelfde vereniging reikt sinds 1950 jaarlijks, tijdens de Frankfurter Buchmesse, de internationaal gerespecteerde Vredesprijs van de Duitse Boekhandel uit.
Aan de zuidoever van de Main, in stadsdeel Sachsenhausen, bevinden zich vele musea; met name sinds 1980 werden er daar vele gesticht (zie paragraaf Frankfurt am Main, Musea).
Begin jaren zestig werd een modern dubbeltheater voor opera en toneel gebouwd. De Alte Oper, die door de oorlog geruïneerd was en op de nominatie stond geheel te worden afgebroken, werd na interventie van een burgerinitiatief weer opgebouwd, en dient sinds 1982 als concertzaal. Ook het variététheater Tigerpalast ontstond in 1988 uit privé-initiatief. Naast Berlijn geldt Frankfurt als de geboorteplaats van de techno in Duitsland.

## Voetnoten
1. ↑  Peter Gorter, Gereformeerde migranten. De religieuze identiteit van Nederlandse gereformeerde migrantengemeenten in de rijkssteden Frankfurt am Main, Aken en Keulen (1555-1600), 2021. ISBN 9789087048693
2. ↑  Maximilian Miguel Scholz: Strange Brethren: Refugees, Religious Bonds, and Reformation in Frankfurt, 1554-1608. University of Virginia Press, 2022.